# AeroLites AeroSkiff
L'AeroLites AeroSkiff est un avion amphibie biplace ultraléger américain apparu en 1995 et commercialisé en kit pour la construction amateur.
C'est un monoplan à aile haute contreventée et train classique relevable. L’appareil a une structure en tubes d’acier soudés, une coque en fibre de verre et un revêtement en Dacron pour la voilure et les empennages. 2 personnes peuvent replier la voilure en 30 minutes. L'AeroSkiff est vendu en kit standard avec un moteur Rotax 582 de 65 ch, et en option un Rotax 618 de 75 ch.